# Nekrolog 1322
Nekrolog
◄◄
| ◄
| 1318
| 1319
| 1320
| 1321
| 1322 | 1323 | 1324 | 1325 | 1326 | ► | ►►
Weitere Ereignisse | Allgemeiner Nekrolog 1322
Die Beschreibung der verstorbenen Person sollte so kurz wie möglich gehalten sein und nur deren signifikante Tätigkeit(en) enthalten.
Neue Namen ggf. auch unter dem Geburts- und Sterbedatum, also etwa unter 1. Januar und im Geburts- und Sterbejahr (2024) eintragen (nur bei entsprechender großer Wichtigkeit). Für Beispiele siehe die schon vorhandenen Artikel.
Außerdem über die fünf zuletzt Verstorbenen, zu denen es einen ausreichend guten Artikel für eine Präsentation auf der Hauptseite gibt, nach der todesbedingten Überarbeitung der Artikel ggf. auch unter Wikipedia Diskussion:Hauptseite informieren und sie am besten auch in den anderen Wikipedia-Sprachversionen eintragen. Tipp: Regelmäßig bei news.google.de nach „ist tot“, „gestorben“ oder „verstorben“ suchen.
Wenn eine Person gestorben ist, gibt es viele Seiten zu dieser Person in der Wikipedia, die davon auch betroffen sind und entsprechend aktualisiert werden müssen. Beispiele: Namenübersichtsseite, Geburtsjahr, Geburtsort-Seiten und viele mehr.
Wie finde ich die betroffenen Seiten?
Im Suchfeld auf der linken Seite gibt man den Suchbegriff so ein: „Vorname Nachname“. Dann klickt man auf Volltext und alle Seiten mit entsprechendem Suchtext werden aufgerufen. Hier sieht man dann schnell, wo auch das Todesjahr Sinn macht oder sogar ein Teil des Artikels angepasst werden muss. Auch hilft das „Werkzeug“ auf der linken Seite sehr gut, um solche Seiten aufzufinden: „Links auf diese Seite“. Somit ist die Wikipedia wieder aktuell in allen Bereichen! Hinweis: bei Eintragung der Kategorie „Gestorben JAHR“ wird der Missbrauchsfilter 49 ausgelöst, was jedoch nicht schlimm ist. Siehe: Spezial:Missbrauchsfilter/49
Dies ist eine Liste von im Jahr 1322 verstorbenen bekannten Persönlichkeiten. Die Einträge erfolgen innerhalb der einzelnen Daten alphabetisch sortiert. Tiere sind im Nekrolog für Tiere zu finden.

## Januar
| Tag        | Name           | Beruf, bekannt als               | Alter | Beleg |
| ---------- | -------------- | -------------------------------- | ----- | ----- |
| 3. Januar  | Philipp V.     | König von Frankreich (1316–1322) | 28    |       |
| 10. Januar | Petrus Aureoli | Theologe und Philosoph           |       |       |

## Februar
| Tag         | Name                         | Beruf, bekannt als                                                     | Alter | Beleg |
| ----------- | ---------------------------- | ---------------------------------------------------------------------- | ----- | ----- |
| 9. Februar  | Philipp III. von Falkenstein | Sohn des Werner I. von Falkenstein, Herr zu Münzenberg und Falkenstein |       |       |
| 25. Februar | Philipp von Rathsamhausen    | Fürstbischof von Eichstätt                                             |       |       |

## März
| Tag               | Name                                     | Beruf, bekannt als                                     | Alter | Beleg |
| ----------------- | ---------------------------------------- | ------------------------------------------------------ | ----- | ----- |
| 13. März/14. März | Roger Damory                             | englischer Adliger und Höfling                         |       |       |
| 16. März          | Humphrey de Bohun, 4. Earl of Hereford   | englischer Adliger und Lord High Constable von England |       |       |
| 22. März          | Thomas Plantagenet, 2. Earl of Lancaster | Führer des Aufstandes der Barone gegen Eduard II.      |       |       |
| 23. März          | Roger de Clifford, 2. Baron de Clifford  | englischer Adliger und Rebell                          |       |       |
| 23. März          | John Mowbray, 2. Baron Mowbray           | englischer Adliger                                     | 35    |       |

## April
| Tag       | Name                                           | Beruf, bekannt als                     | Alter | Beleg |
| --------- | ---------------------------------------------- | -------------------------------------- | ----- | ----- |
| 12. April | Konrad III. der Sendlinger                     | Bischof von Freising                   |       |       |
| 14. April | Bartholomew de Badlesmere, 1. Baron Badlesmere | englischer Adliger, Militär und Rebell |       |       |
| 22. April | Johann II.                                     | Herzog von Sachsen-Lauenburg           |       |       |

## Mai
| Tag    | Name                           | Beruf, bekannt als                    | Alter | Beleg |
| ------ | ------------------------------ | ------------------------------------- | ----- | ----- |
| 6. Mai | John Giffard, 2. Baron Giffard | anglonormannischer Adliger und Rebell | 34    |       |

## Juni
| Tag      | Name                      | Beruf, bekannt als            | Alter | Beleg |
| -------- | ------------------------- | ----------------------------- | ----- | ----- |
| 1. Juni  | Ferdinand II. de la Cerda | Infant von Kastilien          |       |       |
| 24. Juni | Matteo I. Visconti        | politischer Anführer Mailands | 71    |       |

## Juli
| Tag      | Name                | Beruf, bekannt als                                    | Alter | Beleg |
| -------- | ------------------- | ----------------------------------------------------- | ----- | ----- |
| 7. Juli  | Hermann von Maltzan | Bischof von Schwerin                                  |       |       |
| 22. Juli | Ludwig I.           | Graf von Nevers und Rethel sowie Erbgraf von Flandern |       |       |

## August
| Tag        | Name                              | Beruf, bekannt als                                | Alter | Beleg |
| ---------- | --------------------------------- | ------------------------------------------------- | ----- | ----- |
| 11. August | Ulrich von Schlüsselberg          | Bischof von Bamberg (1318–1321) und Brixen (1322) |       |       |
| 24. August | Beatrix von Schlesien-Schweidnitz | erste Ehefrau Ludwigs des Bayern                  |       |       |

## September
| Tag          | Name                         | Beruf, bekannt als                | Alter | Beleg |
| ------------ | ---------------------------- | --------------------------------- | ----- | ----- |
| 1. September | Robert III.                  | Graf von Flandern                 |       |       |
| 3. September | Gottfried III. von Hohenlohe | Bischof von Würzburg              |       |       |
| 7. September | Heinrich I.                  | Fürst des Fürstentums Grubenhagen | 55    |       |

## November
| Tag          | Name                    | Beruf, bekannt als      | Alter | Beleg |
| ------------ | ----------------------- | ----------------------- | ----- | ----- |
| 11. November | Widekind von Grafschaft | Herr von Burg Berleburg |       |       |
| 16. November | Nasr                    | Emir von Granada        | 35    |       |

## Dezember
| Tag          | Name          | Beruf, bekannt als | Alter | Beleg |
| ------------ | ------------- | ------------------ | ----- | ----- |
| 4. Dezember  | Hugo I.       | Herr von Arlay     |       |       |
| 25. Dezember | Friedrich II. | Graf von Rietberg  |       |       |

## Datum unbekannt
| Tag | Name                   | Beruf, bekannt als                                                    | Alter | Beleg |
| --- | ---------------------- | --------------------------------------------------------------------- | ----- | ----- |
|     | Adalbert von Fohnsdorf | österreichischer Geistlicher, Bischof von Chiemsee                    |       |       |
|     | Gérard de la Guette    | französischer Adliger und oberster Finanzbeamter des Königs Ludwig X. |       |       |
|     | Hugo de Prato Florido  | italienischer Dominikaner, Verfasser von Musterpredigten              |       |       |
|     | Johannes de Samekowe   | Ratssekretär und später Ratsherr der Hansestadt Lübeck                |       |       |
|     | Lê Văn Hưu             | vietnamesischer Gelehrter und Historiker zur Zeit der Tran-Dynastie   |       |       |
|     | Ma Duanlin             | chinesischer Geschichtsschreiber und Enzyklopädist                    |       |       |
|     | Joan Martin            | englische Adlige                                                      |       |       |
|     | Nikolaus von Gützkow   | Graf von Gützkow, Domherr zu Cammin                                   |       |       |
|     | Romeo Pepoli           | Bankier und Politiker aus Bologna                                     |       |       |
|     | Sobbo de Svirte        | deutscher Ritter                                                      |       |       |
|     | Todor Swetoslaw        | Zar von Bulgarien                                                     |       |       |
|     | Gertrud von Wart       | Vertreterin des Geschlechts der Freiherren von Wart                   |       |       |
|     | Zhao Mengfu            | chinesischer Maler der Song- und Yuan-Dynastie                        |       |       |